# Edelborsdorfer
Der Edelborsdorfer, auch Edler Winterborsdorfer, Reinette Batarde, Reinette d’Allemagne, Leipziger Renette, Rubinapfel, Schwarzer Borsdorfer oder Zigeunerapfel, ist der bekannteste Vertreter der Familie des Borsdorfer Apfels und die älteste noch existierende Kulturapfelsorte Deutschlands. Er gehört zu den Renetten und ist ein Winterapfel.

## Frucht
Die kleine, kugelförmige Frucht ist goldgelb, an der Sonnenseite rot und berostet. Das Fruchtfleisch ist gelblichweiß, fein, saftig und weinwürzig, leicht zimtartig. Der Kelch ist offen mit mitteltiefer Grube. Der Stiel ist kurz und befindet sich in einer berosteten Stielhöhle. Die Pflückreife ist ab der zweiten Oktoberhälfte, die Genussreife ab November. Er hält sich im Lager bis März.

## Baum
Der Baum ist mittelstark, kugelig mit langen, dünnen, oft bis auf den Boden hängenden Trieben. Er hat eine sehr hohe Lebensdauer. Die kleinen bis mittelgroßen Blätter sind rundlich, glänzend, etwas lederartig und widerstandsfähig. Die Blüte ist spät und nicht frostempfindlich. Er braucht ein warmes Klima und nährstoffreichen, ausreichend feuchten Boden.

## Abstammung
Der Edelborsdorfer ist die älteste dokumentierte Apfelsorte in Deutschland und wahrscheinlich auch in Europa. Die Zisterzienser waren maßgeblich an der Entwicklung dieser Sorte wie auch der Grauen Französischen Renette beteiligt. Anfang des zwanzigsten Jahrhunderts wurden die letzten Bäume gepflanzt. Durch Fehler in den Reisergärten wurde sie in den 80er Jahren des 20. Jahrhunderts falsch vermehrt. Allerdings muss die erste Verwechslung schon 100 Jahre zurückliegen, weil deutsche Pomologen durch einen Gentest festgestellt haben, dass diese eine ursprünglich Edelborsdorfer genannte Sorte in Wirklichkeit Fromms Goldrenette ist. Vor einigen Jahren sind aber auch einige Bäume der ursprünglichen Sorte wiederentdeckt worden. Der Edelborsdorfer wird in älteren Büchern als König der deutschen Äpfel bezeichnet.

## Zisterzienserapfel
Seine erste Erwähnung durch die Zisterzienser wird unterschiedlich auf um 1100, 1170 bzw. 1175 datiert. Vom Mutterkloster Cîteaux der Zisterzienser bei Dijon (Burgund) lässt sich der Weg des Apfels im 12. Jahrhundert durch die nachweisliche Gründung von Tochterklöstern über Kloster Morimond (1115), Kloster Kamp (1123), das Kloster Walkenried (1129) zunächst zum Kloster Pforta (1132) verfolgen. Der Edelborsdorfer ist eventuell als Edelreis aus der französischen Region Bassigny bei Kloster Morimond mitgebracht worden. Aus dem Kloster Pforta ließ der Abt Florentinus 1175 Apfelbäume zum Tochterkloster Leuben in Schlesien bringen, was laut dem Pomologen-Verein als Ersterwähnung des Edelborsdorfers gilt. Doch erst 1177 ist eine bedeutende Grangie (Vorratshaus, Speicher) des Klosters Pforta in Porstendorf urkundlich nachweisbar, wo der Edelborsdorfer angeblich von den Zisterziensern direkt aus südländischen Reisern veredelt worden sein soll. Erst 1239 wird der Borsdorfer Apfel bezüglich seiner Qualität im Zusammenhang mit Porstendorf genannt.

## Apfel aus Pohrsdorf

Ortswappen von Pohrsdorf mit dem Borsdorfer Apfelbaum in der amtlichen Form von 1995

Von Pforte gibt es, durch die Tochtergründung von Kloster Altzella (1170) und von Porstendorf durch den Meißner Bischof Bruno von Borstendorf, eine Verbindung ins Meißner Land, wo der Apfel angebaut wurde bzw. auch zum Mutterkloster Pforte zurück gelangte. Unweit von Meißen entstand Anfang des 13. Jahrhunderts das 1379 erstmals urkundlich erwähnte Dorf Pohrsdorf als Ausgründung der Besitzungen von Boriwo de Tarant, einem Vasallen der Markgrafen von Meißen, aus der Flur Grumbach als Boriwois Dorf dem späteren Pohrsdorf.
Am Tharandter Wald soll der Borsdorfer Apfel im 13. Jahrhundert angebaut worden sein und über die schon genannten Pilger- und Handelswege weiter nach Böhmen und bereits im 15. Jahrhundert direkt zum Verkauf auf die Märkte von Freiberg und Meißen gelangt sein. So wird der Borsdorfer Apfel zum Beispiel im Süddeutschen bzw. in Österreich als Marschansker bzw. Maschanzker bezeichnet, da er in Böhmen und Mähren Meißnischer Apfel hieß (tschechisch: míšenské jablko). Marschansker soll aus einer Verballhornung des slawischen Wortes Misenaha für Meißen entstanden sein.
Da nicht bekannt ist, wann der Borsdorfer Apfel seinen Namen bekam, ist es durchaus möglich, dass dies nach einem Ort im damaligen Hauptanbaugebiet des Apfels um Meißen geschah, der damals auch wirklich Borsdorf hieß und seit Jahrhunderten den Apfelbaum im Ortswappen führt, das heutige Pohrsdorf.
Peter Albinus Meißnischer Land- und Berg-Chronika von 1589 stützt diese These mit den Worten: Sonderlichen aber von den alten gemeinen Obsten sind für andern gerühmt die Borsdorfer äpfel so umb die Stadt Maysen und derselben gegend dem gebirge zu wachsen und dannen von dem Dorff Borsdorff in derselben refir namen haben. Welche wegen ihrer güte im Sprichwort die deudschen Pomerantzen genennet werden. Wozu sie sonderlich dienen, kann man von den Medicis erfahren, von welchen einesteils ich dies gehöret, daß wider die Melancholian gebraucht werden.

## Orte, die ebenfalls als Namensgeber für den Borsdorfer Apfel genannt werden
- Porstendorf

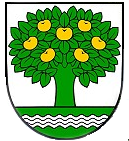
Ortswappen von Borsdorf mit einem Apfelbaum mit goldenen Früchten

Ursprung des Ortes ist ein parallel zum Landgut der Ritter von Borstendorf bzw. Borsendorf entstandener Wirtschaftshof (Granie) des Zisterzienserklosters Pforta mit Kirche und Mühle, der 1177 erstmals urkundlich erwähnt wird. Im Zusammenhang mit dem Ort wird der Borsdorfer Apfel erstmals 1239 genannt.
- Borsdorf (Nidda)

Gemeinde keltischen Ursprungs, die 1207 erstmals als Barstorp (im Sinne von bar, bloß, allein stehendes Dorf) urkundlich erwähnt wurde. Erst ein dort 1893 erstmals gegründeter und 1983 reaktivierter Obst- und Gartenbauverein nennt im Bezug zum Ort auch den Borsdorfer Apfel.
- Borsdorf

Der Ort wird erst am 28. Juli 1267 in den Akten des Merseburger Domstifts urkundlich als Borsdorph erwähnt und hat erst heute einen Apfelbaum im Ortswappen. Die Verbindung zu den Zisterziensern und dem Borsdorfer Apfel ist unter anderem auf eine Verwechslung mit dem ehem. Wirtschaftshof des Klosters Pforte im heutigen Porstendorf bei Dornburg / Saale zurückzuführen.
- Boršov (dt.: Porstendorf)

Der Ort wird 1280 erstmals erwähnt und gehörte bis 1945 zur größten deutschen Sprachinsel an der Grenze von Böhmen und Mähren im Schönhengstgau. Er könnte mit dem immer wieder mit dem Borsdorfer Apfel auch in Verbindung gebrachten Ort Borsdorf in Böhmen identisch sein. 1267 hatte das von Boresch V. von Riesenburg und Petschau gegründete Mährisch Trübau deutsches Stadtrecht. Vom Kloster Osek auf dem Land der Stammburg Riesenburg gibt es hier über die Klöster in Waldsassen und Volkenroda auch eine Verbindung zum Zisterzienserkloster Kamp.